# Yamalmax
Yamalmax (Ямалмакс) — класс танкеров для перевозки сжиженного природного газа (газовозов) с мембранными резервуарами (танками), обладающих максимальными габаритами, позволяющими пройти через подходной канал расположенного на полуострове Ямал порта Сабетта (ширина канала 295 м, глубина 15,1 м). Проект разработан финской компанией Aker Arctic по заказу Совкомфлота.
Суда соответствуют ледовому классу Arc7 (Самостоятельное плавание в сплочённых однолетних арктических льдах при их толщине до 1,4 м в зимнее-весеннюю навигацию и до 1,7 м в летнее-осеннюю при эпизодическом преодолении ледяных перемычек набегами. Плавание в канале за ледоколом в однолетних арктических льдах толщиной до 2,0 м в зимнее-весеннюю и до 3,2 м в летнее-осеннюю навигацию).
По конструкции газовозы класса Yamalmax относятся к судам двойного действия (англ. Double acting ship) — носовая часть приспособлена для навигации в открытой воде и в условиях тонкого льда, а кормовая оптимизирована для самостоятельной навигации в сложных ледовых условиях. Постоянная мощность вне зависимости от направления движения достигается применением разработанных той же компанией Aker Arctic совместно со шведско-швейцарской компанией ABB винторулевых колонок Azipod. Каждое судно Yamalmax оснащено тремя винторулевыми колонками суммарной мощностью 45 МВт.

## Строительство
Первая половина серии танкеров была построена на верфи Daewoo Shipbuilding & Marine Engineering Company в Сеуле, Южная Корея, а оставшаяся часть достраивается на судостроительном комплексе "Звезда" в Большом камне, Россия.
Головное судно класса — «Christophe de Margerie» («Кристоф де Маржери») названо в честь президента компании «Total» Кристофа де Маржери. Спущено на воду в ноябре 2016 года. Принадлежит компании Совкомфлот. Габариты: длина — 299,0 м, ширина — 50,13 м, высота по борту — 26,5 м, осадка — 13,0 м. Валовая вместимость (МК-1969) — 128 806 брт; вместимость — 172 600 м³. Скорость в открытой воде — 19,5 узла (носом); скорость при ходе во льдах толщиной до полутора метров — 5,5 узла (кормой).
Второй танкер серии — «Эдуард Толль» — спущен на воду в январе 2017 года. Владелец — судоходная компания Teekay.
В конце ноября 2017 года та же верфь сдала заказчику еще два судна серии: «Борис Вилькицкий» и «Фёдор Литке». Владельцы — совместное предприятие, учрежденное греческой компанией Sinotrans & CSC Holdings (25,5 % собственности), китайской China LNG Shipping (25,5 %) и Dynagas (49 %).
Всего в серии 15 СПГ-танкеров. Суда заказаны для обслуживания проекта «Ямал СПГ», строительство серии было завершено в 2019 году.
Стоимость флота из 15 танкеров-газовозов, на момент заключения контракта в июле 2013 года, составила $ 4,8 млрд. Стоимость постройки каждого танкера оценивалась в 320 миллионов долларов.

## Представители
- Совкомфлот:  «Christophe de Margerie»
- Teekay:  «Eduard Toll»,  «Rudolf Samoylovich»,  «Nikolay Yevgenov»,  «Vladimir Voronin»,  «Georgiy Ushakov»,  «Yakov Gakkel»
- Dynagas:  «Boris Vilkitsky»,  «Fedor Litke»,  «Georgiy Brusilov»,  «Boris Davydov»,  «Nikolay Zubov»
- MOL:  «Vladimir Rusanov»,  «Vladimir Vize»,  «Nikolay Urvantsev»